# 244 v. Chr.
Portal Geschichte | Portal Biografien | Aktuelle Ereignisse | Jahreskalender | Tagesartikel

◄ |
4. Jahrhundert v. Chr. |
3. Jahrhundert v. Chr. |
2. Jahrhundert v. Chr. |
►

◄ | 260er v. Chr. | 250er v. Chr. | 240er v. Chr. | 230er v. Chr. |
220er v. Chr. |
►

◄◄ | ◄ | 247 v. Chr. | 246 v. Chr. | 245 v. Chr. | 244 v. Chr. |
243 v. Chr. |
242 v. Chr. |
241 v. Chr. |
► |
►►
Staatsoberhäupter

## Ereignisse

### Politik und Weltgeschehen

#### Westliches Mittelmeer
- Im Ersten Punischen Krieg erobert Hamilkar Barkas die westsizilische Festung Eryx von den Römern zurück.
- 245/244 v. Chr.: Gründung einer latinischen Kolonie in Brundisium.

#### Östliches Mittelmeer
- Ptolemaios III. greift die Stadt Smyrna in Kleinasien an, die aber Seleukos II. treu bleibt.
- um 244 v. Chr.: Agis IV. wird als Nachfolger von Eudamidas II. König von Sparta. Er versucht, die spartanische Verfassung unter Rückgriff auf die lykurgische Tradition zu reformieren. Ein Einfall des Achaiischen Bundes nach Lakedämonien macht die Dringlichkeit der Aufgabe deutlich, die Verteidigungsfähigkeit Spartas zu verbessern.

### Religion
- Entstehung der buddhistischen Sarvastivada-Schule.